# Combate de Izcuchaca
El combate de Izcuchaca fue un pequeño enfrentamiento ocurrido cerca del puente homónimo el 15 de septiembre de 1883 entre la División Pacificadora del Centro, dirigida por Martiniano Urriola, y las guerrillas del lugar.

## Antecedentes
Después de la batalla de Huamachuco, Andrés Avelino Cáceres se retiró a Ayacucho, donde organizó un nuevo ejército, junto a Justo Pastor Dávila que lo esperaba con 200 hombres. Contaba con dos cañones salvados de la batalla de Huamachuco. Para atacar a Cáceres, Patricio Lynch envió una expedición de 1500 hombres al mando de Martiniano Urriola, quien salió de Huancayo el 12 de septiembre de 1883 con los batallones Pisagua 3.° de Línea y Miraflores, dos escuadrones de caballería y seis piezas de artillería.

## El combate
El 15 de septiembre, una compañía del 3.° de Línea llegó al puente Izcuchaca, donde hubo un enfrentamiento con las montoneras, que fueron rápidamente derrotadas causando varias bajas, sin sufrir víctimas por el lado chileno, siendo los cadáveres arrojados al río.

## Hechos posteriores
Urriola finalmente llegó a Ayacucho el 1 de octubre, sin encontrar allí a Cáceres, quien se había dirigido a Andahuaylas. Tras enterarse de la firma del Tratado de Ancón y la toma de Arequipa, Urriola regresó a Lima, no sin ser hostigado y perseguido en el trayecto por el nuevo ejército de la Breña.